# Late spiraalluis
Late spiraalluis (Pemphigus spyrothecae) is een galproducerende bladluis uit de blaasbladluisfamilie (Pemphigidae). De wetenschappelijke term vertaalt zich vrij naar "blaasluis [in] de opgerolde container" (oudgrieks σπεῖρα speira, Duits 'opgerold', Latijn theca 'container'). Het wordt gevonden op de bladstengels van populieren en vormt een opvallende plantengal van 2 tot 4 cm op de stengel van een populierenblad, dat kan worden gevonden van eind april tot november. 
Pemphigus spirothecae werd voor het eerst beschreven door de Italiaanse wetenschapper Giovanni Passerini in 1860. In 1884 bereidde Emanuel Witlaczil het eerste uitgebreide werk voor over de spiraalvormige galbladluis, dat echter in sommige opzichten onjuist bleek te zijn.

## Verspreiding
De late spiraalluis is wijdverbreid overal waar zijn waardplanten, de zwarte populier en de Italiaanse populier, te vinden zijn. Hij komt daarom vooral voor in de warme, gematigde streken van het noordelijk halfrond, vooral in Midden-Europa, waar hij in grote aantallen op waardplanten voorkomt. Sinds enige tijd wordt hij ook sporadisch aangetroffen in Noord-Amerika, waar hij waarschijnlijk vanuit Europa is geïntroduceerd.

## Generaties
De spiraalvormige galbladluis heeft een holocyclische generatievolgorde, dat wil zeggen dat er een afwisseling is tussen drie maagdelijk voortplantende generaties en één geslachtelijk voortplantende generatie. In totaal komen er in de loop van een jaar vier generaties voor, die op verschillende plaatsen op de populier te vinden zijn. Drie van de generaties leven in ieder geval een lange tijd in de gal.